# Корчин (Шептицкий район)
Корчин (укр. Корчин) — село в Радеховской городской общине Шептицкого района Львовской области Украины.
Население по переписи 2001 года составляло 1281 человек. Занимает площадь 2,88 км². Почтовый индекс — 80271. Телефонный код — 3255.